# George W. Cooper

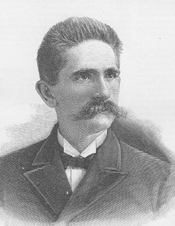
George W. Cooper

George William Cooper (* 21. Mai 1851 bei Columbus, Indiana; † 27. November 1899 in Chicago, Illinois) war ein US-amerikanischer Politiker. Zwischen 1889 und 1895 vertrat er den Bundesstaat Indiana im US-Repräsentantenhaus.

## Werdegang
George Cooper besuchte die öffentlichen Schulen seiner Heimat. Nach einem anschließenden Jurastudium an der Indiana University in Bloomington und seiner Zulassung als Rechtsanwalt begann er in Columbus in diesem Beruf zu arbeiten. Im Jahr 1872 war er dort auch als Staatsanwalt tätig; 1877 wurde er Bürgermeister dieser Stadt. Zwischen 1879 und 1883 war Cooper juristischer Vertreter seiner Heimatstadt Columbus.
Politisch war Cooper Mitglied der Demokratischen Partei. Bei den Kongresswahlen des Jahres 1888 wurde er im fünften Wahlbezirk von Indiana in das US-Repräsentantenhaus in Washington, D.C. gewählt, wo er am 4. März 1889 die Nachfolge von Courtland C. Matson antrat. Nach zwei Wiederwahlen konnte er bis zum 3. März 1895 drei Legislaturperioden im Kongress absolvieren. Ab 1889 war er Vorsitzender des Ausschusses, der sich mit Bewässerungsfragen befasste.
Im Jahr 1894 unterlag Cooper dem Republikaner Jesse Overstreet. Nach seinem Ausscheiden aus dem US-Repräsentantenhaus praktizierte er wieder als Anwalt. Er starb am 27. November 1899 in Chicago und wurde in seiner Heimatstadt Columbus beigesetzt. George Cooper war mit Sina Greene Cooper (1849–1904) verheiratet, mit der er zwei Kinder hatte.